# François-Urbain Domergue
François-Urbain Domergue, född den 24 mars 1745 i Aubagne, Bouches-du-Rhône, död den 29 maj 1810 i Paris, var en fransk grammatiker och journalist.
Domergue var son till en apotekare. Efter sin skoltid i hemstaden studerade han vid  der oratorianernas kollegium i Marseille. Därefter anställdes han som lärare i Lyon, där han äktade dottern till en läkare. Under tiden där utgav han Grammaire françoise simplifiée (1778). År 1784 grundade Domergue facktidskriften Journal de la langue françoise. Senare slog han sig ned i Paris, där han snart grundade Sociéte des amateurs de la langue française. Genom detta projekt och hans publikationer, även i andra tidskrifter, väckte han uppmärksamhet och kallade honom till professor i grammatik och språk vid Collège des Quatre Nations i Paris. Senare övergick Domergue till motsvarande tjänst vid Lycée Charlemagne. År 1803 invaldes Domergue i Académie française som efterträdare till medicinaren Félix Vicq d'Azyr. Efter sin död 1810 efterträddes han i sin tur av lyrikern Ange-François Fariau de Saint-Ange.